# Вісник Одеського музею нумізматики
«Вісник Одеського музею нумізматики» - періодичне наукове видання Одеського музею нумізматики, засноване 1999 року. У виданні публікуються повідомлення про нові нумізматичні пам’ятники, виявлені та зафіксовані в результаті науково-дослідної діяльності музею. Цільовою аудиторією є історики, археологи, аматори древньої історії.

## Загальні відомості
«Вісник» видається з 1999 року у форматі А5 у вигляді тематичних статей, кожна з яких присвячена окремій нумізматичній або археологічній проблемі. Всі його випуски (тираж кожного номера — 100 екз.) є не комерційними і в основному безкоштовно розсилаються в історичні музеї, наукові бібліотеки та громадські структури, діяльність яких пов’язана з вивченням культурно-історичної спадщини Українського народу. Основна тематика статей присвячена вивченню історії монетної справи й грошового обігу України і у цьому контексті не обмежується ні хронологічно, ні регіонально. «Вісник» є продовжувачем традицій відомих одеських вчених-нумізматів, які були закладені майже двісті років тому.

Науковий редактор «Вісника» к.і.н. Охотніков С. Б.

У 2004 році був виданий «Збірник статей з нумізматики Північного Причорномор'я», у який, як результат науково-дослідної діяльності музею за п’ять років, увійшли 19 випусків «Вісника». Необхідність видання цього збірника була обумовлена постійно зростаючим інтересом до стародавньої нумізматики Північного Причорномор’я як в Україні, так і за її межами, і тим, що кожний окремий випуск «Вісника» через обмежений тираж із часом ставав бібліографічною рідкістю. У таблицях збірника наведені зображення 363 монет, більшість із яких ставляться до числа рідких і унікальних екземплярів.
У 2008 році цей «Збірник» був перевиданий з уточненнями і доповненнями. До нього були включені 30 статей по нумізматиці та археології древнього Північного Причорномор'я. Ювілейне видання присвячувалося десятій річниці «Вісника Одеського музею нумізматики».

## Редколегія
Постійно діючу редколегію «Вісника» очолює відомий одеський вчений, кандидат історичних наук, заступник директора Одеського археологічного музею та голова Одеського археологічного товариства Охотніков С. Б.
Рецензують «Вісник» відомі фахівці в галузі античної нумізматики Північного Причорномор'я — кандидати історичних наук Булатович С. А. та Ізбаш Т. О.

## Автори
Постійними авторами «Вісника» є співробітники Одеського музею нумізматики.
| Алексєєв В. П.   | Алексєєв В. П. — Голова експертної ради музею. Доцент. Нумізмат. Автор 2 монографій і понад 50 статей, присвячених різним проблемам археології та нумізматики античних міст Північного Причорномор'я. Роботи опубліковані в різних наукових виданнях : «Радянська археологія», «Вісник древньої історії», «Нумізматика античного Причорномор'я», «Стародавнє Причорномор'я» та інші. Постійний автор міжнародного періодичного журналу «Stratum plus», що висвітлює актуальні наукові проблеми культурної антропології і археології. |
| Лобода П. Г.     | Лобода П. Г. — Директор музею. Нумізмат. Член Одеського археологічного товариства. Голова правління Одеського товариства колекціонерів. Депутат, радник Одеської міськради. Вивченням монет античного Північного Причорномор'я займається із середини 60-х років ХХ сторіччя. Автор 30 статей і 5 книг з історії монетної справи та грошового обігу України. Учасник і доповідач багатьох нумізматичних конференцій. |
| Макандаров Г. І. | Макандаров Г. І. — Заступник директора музею. Нумізмат. Член Одеського археологічного товариства. Учасник багатьох наукових конференцій із проблем нумізматики. Автор «Зведеного каталогу монет міста Тіра». |

Крім співробітників музею та українських фахівців, в окремих випусках «Вісника» брали участь відомі російські дослідники і нумізмати: Лебедєв В. П., Арсюхін Є. В., Рябчиков С. В. та ін.

## Випуски
У випусках «Вісника» публікуються унікальні та рідкісні монети античних міст Північного Причорномор’я і середньовічної Русі-України, аналізуються особливості цих монет (типологія, семантика зображень, хронологія, вагарні дані, характер металу та інші) у синтезі з історичними подіями, економікою та світоглядом того часу, коли карбувалися видавані монети. Цими публікаціями залучаються до наукового обігу раніше невідомі науці нумізматичні пам'ятники і поповнюється Корпус монет позначеного регіону.
| 1999 р.        | |
| Випуск № 1     | «Нові монети Савромата I». |
| 2000 р.        | |
| Випуск № 2     | «Каталог монет Криму у складі Золотої Орди (середина ХІІІ — початок XV вв.)» |
| Випуск № 3     | «Рідкісні й унікальні монети Савромата ІІ». |
| Випуск № 4     | «Декілька невиданих монет Боспору ранньоримського часу. (Від Асандра до Савромата I)». |
| Випуск № 5     | «Обрані монети боспорських царів — від Рискупоріда ІІ до Котіса ІІІ». |
| 2001 р.        | |
| Випуск № 6     | «Обрані монети боспорських царів — від Савромата ІІІ до Тейрана». |
| Випуск № 7     | «Декілька рідкісних монет Боспору еліністичного та римського часів». |
| Випуск № 8     | «Срібні монети Пантікапея (кінець VI в. — І в. до н. е.)». |
| Випуск № 9     | «Монети боспорських міст — Пантікапею , Феодосії та Горгіпії». |
| 2002 р.        | |
| Випуск № 10    | «Декілька унікальних невиданих монет Причорномор’я». |
| Випуск № 11    | «Монети боспорських міст Німфея , Фанагорії та монети сіндов». |
| Випуск № 12    | «Рідкісні й невидані монети Керкінітіди та Херсонесу». |
| Випуск № 13    | «Невидані та рідкісні монети Ніконія і Тіри». |
| 2003 р.        | |
| Випуск № 14    | «Рідкісні монети Ольвії». |
| Выпуск № 15    | «Рідкісні монети боспорських правителів та міста Тіри». |
| Випуск № 16    | «Нові матеріали до нумізматики Тіри». |
| Випуск № 17    | «Нові матеріали до стародавньої нумізматики України». |
| Випуск № 18    | «Рідкісні монети боспорських царів перших століть нашої ери». |
| 2004 р.        | |
| Випуск № 19    | «Рідкісні монети Ольвії класичного та еліністичного часів». |
| 2005 р.        | |
| Випуск № 20    | «Декілька давньоруських і українських монет-імітацій». |
| Випуск № 21    | «Рідкісні та унікальні монети античних міст Північного Причорномор'я і знайдені на їхніх територіях монети грецького світу».                                                                  |
| 2006 р.        | |
| Випуск № 22    | «Варварські наслідування римським монетам черняхівского періоду». |
| Випуск № 23    | «Монети Ольвії з приватних колекцій м. Одеси». |
| Випуск № 24    | «Монети Тіри з приватних колекцій м. Одеси». |
| 2007 р.        | |
| Випуск № 25    | «Нові та рідкісні штемпелі царських монет Боспору». |
| Випуск № 26-27 | «Нові знахідки монет Ольвії (за матеріалами із приватних колекцій м. Одеси)». |
| 2008 р.        | |
| Випуск № 28    | «Нові знахідки античних монет у Північному Причорномор'ї». |
| Випуск № 29    | «Нові нумізматичні пам’ятники середньовічної епохи, знайдені на території України». |
| Випуск № 30    | «Невидані стародавності Північного Причорномор'я від епохи бронзи до раннього середньовіччя».                                                                                                 |
| 2009 р.        | |
| Випуск № 31    | «Невідомі екземпляри литих монет Ольвії та Істрії VI—V вв. до н. е.». |
| Випуск № 32    | «Керамічні вироби, знайдені в античних містах і поселеннях Північно-Західного Причорномор’я (із приватних колекцій)».                                                                         |
| Випуск № 33    | «Артефакти скіфо-сарматської й гунської культур». |
| 2010 р.        | |
| Випуск № 34    | «Декілька рідкісних монет античної Тіри». |
| Випуск № 35    | «Невідомі й рідкісні варіанти монет античних міст Північного Причорномор'я (по матеріалам приватних колекцій м. Одеси)».                                                                      |
| Випуск № 36    | «Монети грецького світу, знайдені на територіях античних держав Північного Причорномор'я». |
| Випуск № 37    | «Артефакти древніх культур, знайдені у Північному Причорномор'ї». |
| Випуск № 38    | «Нумізматичні пам’ятники античної епохи з нових знахідок у Північному Причорномор'ї». |
| 2011 р.        | |
| Випуск № 39    | «Срібне таманське наслідування візантійським монетам кінця Х с. з Булгарського пам'ятника у Середньому Поволжі». «Три нові кримські скарби золотоординських монет».                           |
| Випуск № 40    | «Монети Ольвії й скіфських царів». |
| Випуск № 41    | «Стародавні металеві вироби, знайдені у Північному Причорномор'ї (із приватних колекцій м. Одеси)».                                                                                           |
| Випуск № 42    | «Пам'ятники античного мистецтва й ремесла, знайдені в Північно-Західному Причорномор'ї (із приватних колекцій м. Одеси)».                                                                     |
| 2012 р.        | |
| Випуск № 43    | «Невідомі й рідкісні варіанти монет античної Тіри». |
| Випуск № 44    | «Матеріали до Корпусу монет античних міст Північного Причорномор'я (І ч.) (на матеріалі приватних колекцій)».                                                                                 |
| Випуск № 45    | «Матеріали до Корпусу монет античних міст Північного Причорномор'я (ІІ ч.) (на базі колекції Г.І. Макандарова й монет Одеського музею нумізматики)».                                          |
| Випуск № 46    | «Матеріали до Корпусу монет античних міст Північного Причорномор'я (III ч.) (на базі монет Одеського музею нумізматики й приватної колекції)».                                                |
| 2013 р.        | |
| Випуск № 47-48 | «Матеріали до Корпусу монет античних міст Північного Причорномор'я (IV ч.)». |
| Випуск № 49-50 | «Нові варіанти монет Ольвії». |
| 2014 р.        | |
| Випуск № 51-52 | «Давньогрецькі монети, знайдені в античних містах і на територіях варварських племен Північного Причорномор'я (частина I)».                                                                   |
| Випуск № 53-54 | «Матеріали до Корпусу монет античних міст Північного Причорномор'я (V ч.)». |
| 2015 р.        | |
| Випуск № 55-56 | «Давньогрецькі монети, знайдені в античних містах і на територіях варварських племен Північного Причорномор'я (частина II)».                                                                  |
| Випуск № 57    | «Свинцеві вироби, знайдені на околицях Ольвії» (Світлої пам'яті одеського археолога Анатолія Степановича Островерхова присвячується)                                                          |
| Випуск № 58    | «Матеріали до Корпусу монет античних міст Північного Причорномор'я (VI ч.)» (Світлої пам'яті одеських колекціонерів-нумізматів Коциєвського О.С., Петридіса В.Л., Лущика С.З. присвячується). |
| 2016 р.        | |
| Випуск № 59-60 | «Нові знахідки античних пам'ятників культури й мистецтва у Північному Причорномор'ї». |
| Випуск № 61    | «Стародавні монети Греції та Римської імперії, знайдені в античних містах і на територіях варварських племен Північного Причорномор'я».                                                       |
| Випуск № 62    | «Предмети скіфського й савромато- сарматського "звіриного стилю" у нових знахідках на Україні».                                                                                               |